# Anna ze Zeleného domu
Anna ze Zeleného domu (v anglickém originále Anne of Green Gables) je román kanadské spisovatelky Lucy Maud Montgomery vydaný roku 1908. Patří mezi významná díla dětské literatury, ale oslovuje čtenáře všech věkových kategorií. Příběh se odehrává na přelomu devatenáctého a dvacátého století na ostrově Prince Edvarda. Anna ze Zeleného domu je první díl knižní série o Anně Shirleyové. Je významným dílem žánru coming-of-age, sleduje dospívání a veselé příhody sirotka Anny, která poprvé v životě najde domov. Příběh je charakteristický optimismem, detailními popisy přírody a humorem. Byl přeložen do 36 jazyků a po celém světě bylo prodáno přes 50 milionů kopií.

## Děj
Stárnoucí sourozenci Marilla a Matthew Cuthbertovi se rozhodli adoptovat chlapce, aby jim pomohl s prací na jejich farmě Zelený dům ve fiktivní vesničce Avonlea. Místo chlapce však přijíždí jedenáctiletá Anna Shirley. Ačkoliv ji zpočátku chtějí poslat zpět, Matthew Marillu přesvědčí, aby si dívku nechali. Anna si rychle zvyká v novém domově, spřátelí se se sousedkou Dianou Barryovou, která se stane její nejlepší kamarádkou a daří se jí ve škole. Díky své dobrodružné povaze a velké představivosti se často dostává do problémů a humorných situací, například se pokusí obarvit si své zrzavé vlasy na černo, ale zezelenají jí nebo omylem opije Dianu vínem, o kterém si myslí, že je to rybízová šťáva. Má jedinečnou osobnost - je velmi upřímná, upovídaná a často se zasní tak moc, že přestane vnímat okolí.
V šestnácti letech se Anna dostane na Queen's Academy, kam odjede s několika spolužáky studovat, aby se mohla stát učitelkou. Studium se jí daří a dostane stipendium na univerzitu.

## Postavy
- Anna Shirley - Je hlavní postava. Její dětství nebylo moc šťastné dokud se v jedenácti letech nedostala do Zeleného domu. Anna má velkou představivost, je upovídaná, velmi citlivá a ctižádostivá. Má zrzavé vlasy, bledou pihovatou kůži a vyhublou postavu, což považuje za ošklivé a je především na své vlasy velmi citlivá, ale je pyšná na svůj nos.

- Marilla Cuthbert - Marilla je přísná a rezervovaná žena, která žije se svým bratrem Matthewem Cuthbertem na farmě Zelený dům. Ačkoliv city neprojevuje otevřeně, časem si Annu oblíbí.

- Matthew Cuthbert - bratr Marilly. Matthew je nesmělý a samotářský muž, kterého vesničané považují za podivína, ale Annu si okamžitě zamiluje a podporuje ji ve všem, co dělá.

- Diana Barry - Annina nejlepší kamarádka, rozumná a loajální dívka, která nemá tak bujnou fantazii jako Anna.

- Gilbert Blythe - Annin spolužák a úhlavní nepřítel poté, co se jí vysmívá kvůli barvě jejích vlasů a Anna mu rozbije školní tabulku o hlavu. Anna s ním soupeří o místo nejlepšího žáka ve třídě, ale nakonec mu odpustí a stanou se z nich přátelé.

- Rachel Lynde - místní drbna a sousedka Cuthbertových. Je rázná a konzervativní a zpočátku Annu nemá ráda, ale nakonec si ji oblíbí.

## Filmové adaptace
V roce 1919 byla Anna ze Zeleného domu poprvé zfilmována v němém filmu režiséra Williama Desmonda Taylora. Film bohužel nebyl dochován. Annu Shirley si zahrála Mary Miles Minter.
V roce 1934 příběh zfilmoval George Nichols Jr. V roli Anny se představila Dawn O'Day, která si poté změnila jméno na Anne Shirley. Další film s názvem Anne of Windy Poplars byl natočen roku 1940. V roce 1952 byla natočena televizní série produkovaná Pamelou Brown.
Minisérie BBC s názvem Anne of Green Gables režírovaná Joan Craft z roku 1972 se nedochovala, ale navazující minisérie s názvem Anne of Avonlea se dochovala. V roce 1979 vznikl japonský anime seriál Akage no An režírovaný Isaem Takahatou. V roce 1985 natočil Kevin Sullivan televizní seriál Anne of Green Gables, který byl v roce 1987 následován pokračováním Anne of Green Gables: The Sequel. V roce 2016 vznikl televizní film L. M. Montgomery’s Anne of Green Gables režírovaný Johnem Kentem Harrisonem, na který v roce 2017 navázaly další dva filmy – Anne of Green Gables: The Good Stars a Anne of Green Gables: Fire & Dew. Roku 2017 měla premiéru také kanadská dramatická série Anne with an E, produkovaná Moirou Walley-Beckett a Mirandou de Pencier, která se ale od původní knihy odchyluje, zejména ve druhé sezóně.

## Dopad
Román Anna ze Zeleného domu si získal oblibu po celém světě. Polští odbojáři si jej brali s sebou na frontu, v Japonsku se stal součástí školních osnov v 50. letech, kdy bylo mnoho dětí osiřelých v důsledku války. Televizní seriál inspirovaný knihou byl vysílán i na Srí Lance. V Kanadě má Anna ze Zeleného domu výjimečné postavení – vyučuje se ve školách a objevila se dokonce na poštovních známkách.